# 埃塞薩屠殺

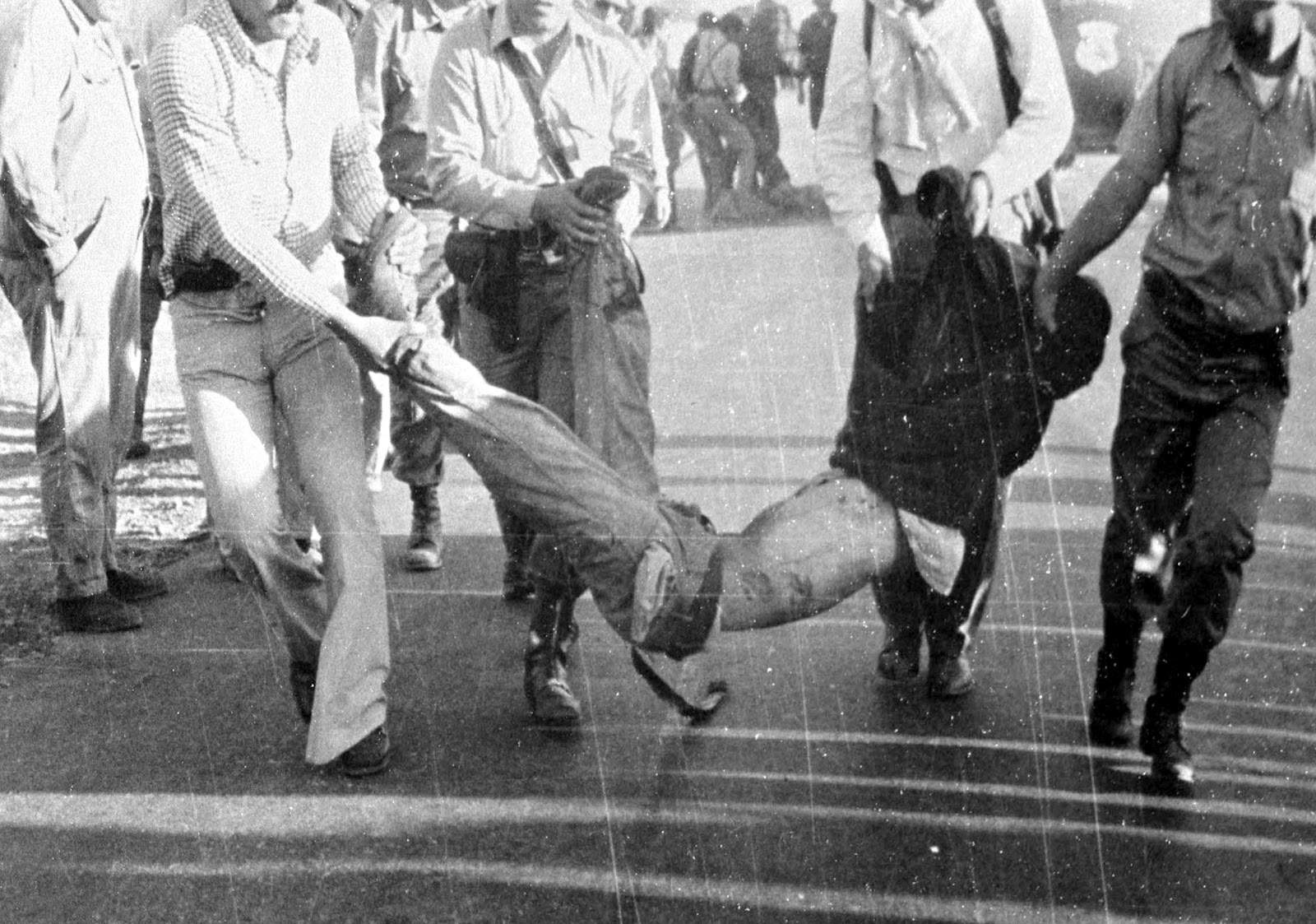
屠殺現場

埃塞薩屠殺（西班牙語：Masacre de Ezeiza）是1973年6月20日發生於阿根廷布宜諾斯艾利斯埃塞薩皮斯塔里尼部長國際機場附近的一場屠殺。1973年，庇隆主义左翼的政治人物埃克托爾·何塞·坎波拉當選阿根廷總統，6月20日，支持裴隆的左翼與右翼群眾聚集於機場外，迎接流亡西班牙18年、時年77歲的前總統胡安·裴隆回國，警方估計群眾多達約350萬人，右翼裴隆主義武裝組織阿根廷反共聯盟（3A）的成員持狙擊步槍對左翼的群眾開火，造成至少13人死亡、365人受傷，號角報報導指死傷人數可能遠高於此，不過官方尚無公布死傷數據。因機場爆發屠殺，裴隆的座機改降落於鄰近的莫龍空軍基地。
埃塞薩屠殺標誌左翼與右翼庇隆主义者聯盟的結束，也激化了兩者的分歧。坎波拉隨後辭職，為阿根廷左派執政的終結，裴隆再度當選為阿根廷總統，並向右翼靠攏，隨後爆發了為期約十年右翼軍政府與左翼游擊隊間的骯髒戰爭。

## 背景
1973年6月15日，阿根廷代理总统埃克托尔·何塞·坎波拉正式访问西班牙，并陪伴庇隆的最终回国。庇隆并没有去机场接机，也没有到他所在的蒙克洛亚宫，所以坎波拉去了他在耶罗岛的住所。第二天，佩隆抱怨他的政府缺乏支持挑衅者的决定，并告诉他他不参加当晚弗朗西斯科·佛朗哥招待卡姆帕拉的晚宴。为了在阿根廷接待佩隆，组织了一场法案，前总统对党当局的选举漠不关心。一旦那些提议在五月广场或七九大道提出提案的人被拒绝。根据退休的上校豪尔赫·曼努埃尔·奥辛德的提议，坎波拉选择穿越205号公路，穿过特雷博尔大桥上的里奇耶里高速公路，距埃塞萨机场3公里。